# Iancu Dumitrescu

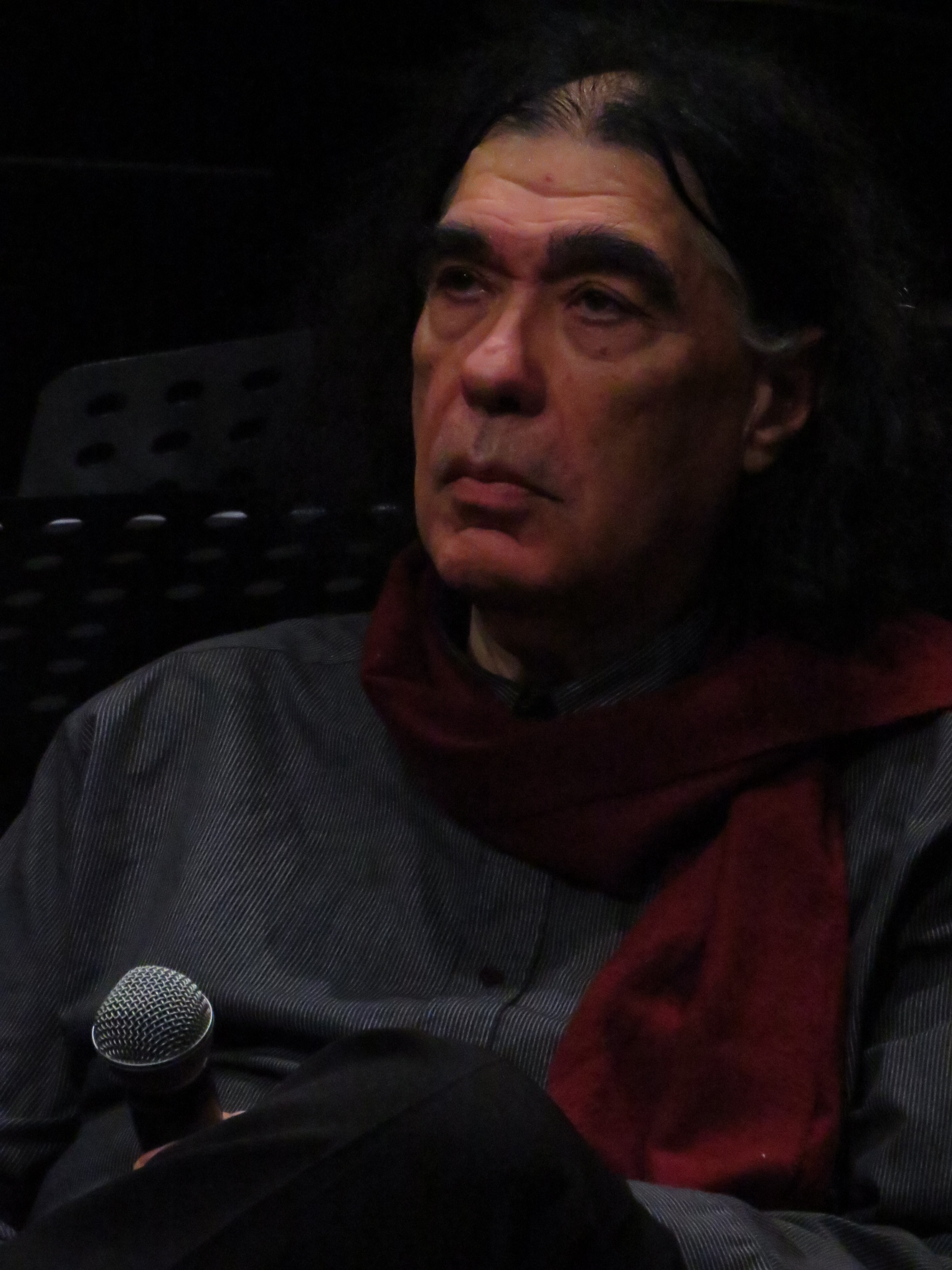
Iancu Dumitrescu

Iancu Dumitrescu (* 15. Juli 1944 in Sibiu) ist ein rumänischer Komponist.

## Leben
Iancu Dumitrescu war der Sohn der Mathematikerin Maria Dumitrescu und des Philosophen Gheorghe T. Dumitrescu. Sein Vater wurde 1949 aus politischen Gründen verhaftet und kam erst nach Stalins Tod wieder frei. Von 1964 bis 1969 studierte Dumitrescu am Konservatorium Ciprian Porumbescu. Seit Mitte der 1960er Jahre arbeitete er als Musikkritiker, unter anderem für die Zeitschrift der rumänischen Komponistenunion Luceafărul sowie für den Rundfunk. 1976 gründete er das Hyperion Ensemble, dessen Leitung er mit seiner Frau Ana-Maria Avram übernahm und das seitdem einen bedeutenden Platz in der zeitgenössischen rumänischen Musik eroberte.
Ab 1978 war er Schüler von Sergiu Celibidache in München. Hier lernte er auch Edmund Husserls Phänomenologie kennen, auf die er sich als philosophische Grundlage seiner experimentellen Kompositionsmethoden beruft. Dumitrescu komponierte über 130 Werke. Seine Musik wird als akusmatisch und spektralistisch beschrieben.

## Werke
- Versets I-IX, für Soloinstrument, 1967
- Diachronies I für Klavier, 1967
- Diachronies II für Klavier, 1967
- Diachronies III für Klavier, 1968
- Paradigmes I und II für Klavier, 1967
- Métamorphoses für Klarinette, 1968
- Alternances I und II für Streichquartett, 1968
- Impulse für Flöte und Perkussion, 1968–94
- Sursum corda für Kammerchor, 1969
- Collages für Klavier, 1969
- Spectres für präpariertes Klavier, 1970
- New Métamorphoses für Klarinette, 1970
- Sound Sculptor I und II für Klavier, 1970
- Sonoro I für Schlagzeug, 1970
- Sonoro II für zwei Perkussionisten, 1970
- Multiples I-V für Perkussion, 1972
- Medium I alpha und beta für Cello, 1972
- Longuement sans treve für Flöte, 1972
- Eidos für Flöte, 1972
- Apogeum I für Orchester, 1973
- Apogeum II für Orchester, 1973–85
- Le miroir de Cagliostro für Chor, Flöten und Schlagzeug, 1975
- Aulodie Mioritica für Klarinette, Violine, Viola, Cello und präpariertes Klavier, 1975
- Reliefs für zwei Orchester und Klavier, 1975
- Gestes für Klavier, 1975
- Movemur II für Cello, 1976
- Le Jeu de la Genèse für zwei Klaviere, 1976
- Bas-Reliefs symphoniques für großes Orchester, 1977
- Movemur V für Fernando Grillo für Kontrabass, 1978
- Movemur III für Viola, 1978
- Soliloquium für Vladimir Mendelssohn für Viola, 1978
- Pasărea măiastră – Hommage à Brâncuși für Kammerensembles, 1978
- Sursum corda für Marin Constantin für Kammerchor, 1978
- Movemur et sumus für drei Kontrabässe und Schlagzeug, 1978
- Medium III für Kontrabass, 1978–79
- Orion I-II für drei Perkussionisten, 1979
- Perspectives au Movemur für Streichquartett, 1979
- Zenith für Schlagzeug, 1980
- Cogito-trompe l’oeil für präpariertes Klavier, zwei Kontrabässe, javanischen Gong, Kristalle und Metallobjekte, 1981
- Grande ourse für zwei Fagotte, präpariertes Klavier, Schlagzeug, Streicher und Tonband, 1981–82
- Nimbus I-III für Posaune(n), Schlagzeug und Tonband, 1984
- Aulodie Mioritica für Kontrabass und Orchester, 1984
- Neptunics I-III für Fagotte, Kontrafagotte und Schlagzeug, 1985
- Harryphonie alpha, beta, gamma für Kontrabass, Schlagzeug und präpariertes Klavier, 1986
- Harryphonies für großes Orchester, 1986
- Holzwege für Ioan Marius Lăcraru für Viola, 1987
- Gnosis für Ion Ghiță für Kontrabass, 1988
- L’Orbite D’Ouranous (alpha) für Oboe, Klarinette, Bassklarinette, präpariertes Klavier und verstärktes Schlagzeug, 1988
- L’Orbite D’Ouranous (beta) für Flöte, Bassklarinette, präpariertes Klavier und verstärktes Schlagzeug, 1990
- Nadir für Basssaxophon und Klarinette, 1990
- Pierres sacrées für präpariertes Klavier und Metallobjekte, 1991
- Au deà de movemur für Streichorchester, 1991
- Astrée lointaine für Bläserorchester, Perkussionsgruppen, Klavier und Basssaxophon, 1992
- Clusterum für Perkussion, 1992
- Nuits magnétiques für Computerklänge, verstärkte Klaviersaiten und Metallobjekte, 1993
- L’anneau magique für präpariertes Klavier, Ensemble, Perkussion und Tonband, 1993
- Clusterum II für Perkussion, 1994
- New Galaxy für Harryphonos, Perkussion und Mikroprozessor, 1994
- Mythos für Kammerensemble, 1994
- Kronos Holzwege Quartet für Streichquartett, 1994
- Fluxus I für großes Orchester, 1977
- Pulsar perdu, computergestützte Musik, 1995
- Nouvelle Astrée für großes Orchester, 1995
- Sirius Kronos Quartet für Streichquartett, 1996
- Fluxus II für Tonband und kleines Orchester, 1997
- Ouranos I-II für zwölf Celli, virtuelle Perkussion und Tonband, 1997
- Meteors & Pulsars, computergestützte Musik, 1998
- Meteors & Pulsars für Perkussionsinstrumente und computergestützte Musik, 1998
- Étoiles brisées, computergestützte Musik, 1998
- Étoiles brisées II für Instrumente und computergestützte Musik, 1998
- Pulses and Universe reborn, computergestützte Musik, 1998
- Pulses and Universe reborn II für Instrumente und computergestützte Musik, 1998
- Origo für Cello, 1998
- Eon I und II – dans un desordre absolu für computergestützte Musik, 1998
- Temps condensés für Instrumente und computergestützte Musik, 1999
- Oiseaux céléstes, computergestützte Musik, 2000
- Colossus für Orchester und computergestützte Musik, 2000
- Soleil explosant, computergestützte Musik, 2000
- La chute dans le temps I und II für Instrumente, 2000
- New Meteors, computergestützte Musik, 2000
- Objet sonore mysterieux I und II, computergestützte Musik, 2001
- Bolids & Contemplations, computergestützte Musik, 2002
- Implosive eternity, computergestützte Musik, 2002
- Remote Pulsar I und II, computergestützte Musik, 2002
- Disclosure I und II für Instrumentalensemble bzw. Stimme und Instrumentalensemble, 2002
- Disclosure III für großes Orchester, 2002
- Disclosure IV für zwei Klaviere, 2002
- Numérologie secrète I und II, computergestützte Musik, 2002
- Abysses latents für Stimme, Tenorsaxophon und Perkussion, 2002
- Bolids and Contemplations, computergestützte Musik, 2002
- Music for my father, computergestützte Musik, 2003–05
- Dérives chaotiques für Instrumente und computergestützte Musik, 2004
- Nadir latent II für Baritonsaxophon, Bassklarinette und Orchester, 2004
- Au delà de movemur II für Streichorchester, 2005
- Etude granulaire, computergestützte Musik, 2005